# Ринг, Лауриц Андерсен
Лауриц Андерсен Ринг (дат. Laurits Andersen Ring, L.A. Ring; 15 августа 1854, село Ринг, Зеландия — 10 сентября 1933, Роскилле) — датский художник, один из выдающихся представителей датского символизма. В 2006 году его картина «Летний день у фьорда Роскилле, 1900» была официальна включена в Датский культурный канон.

## Биография

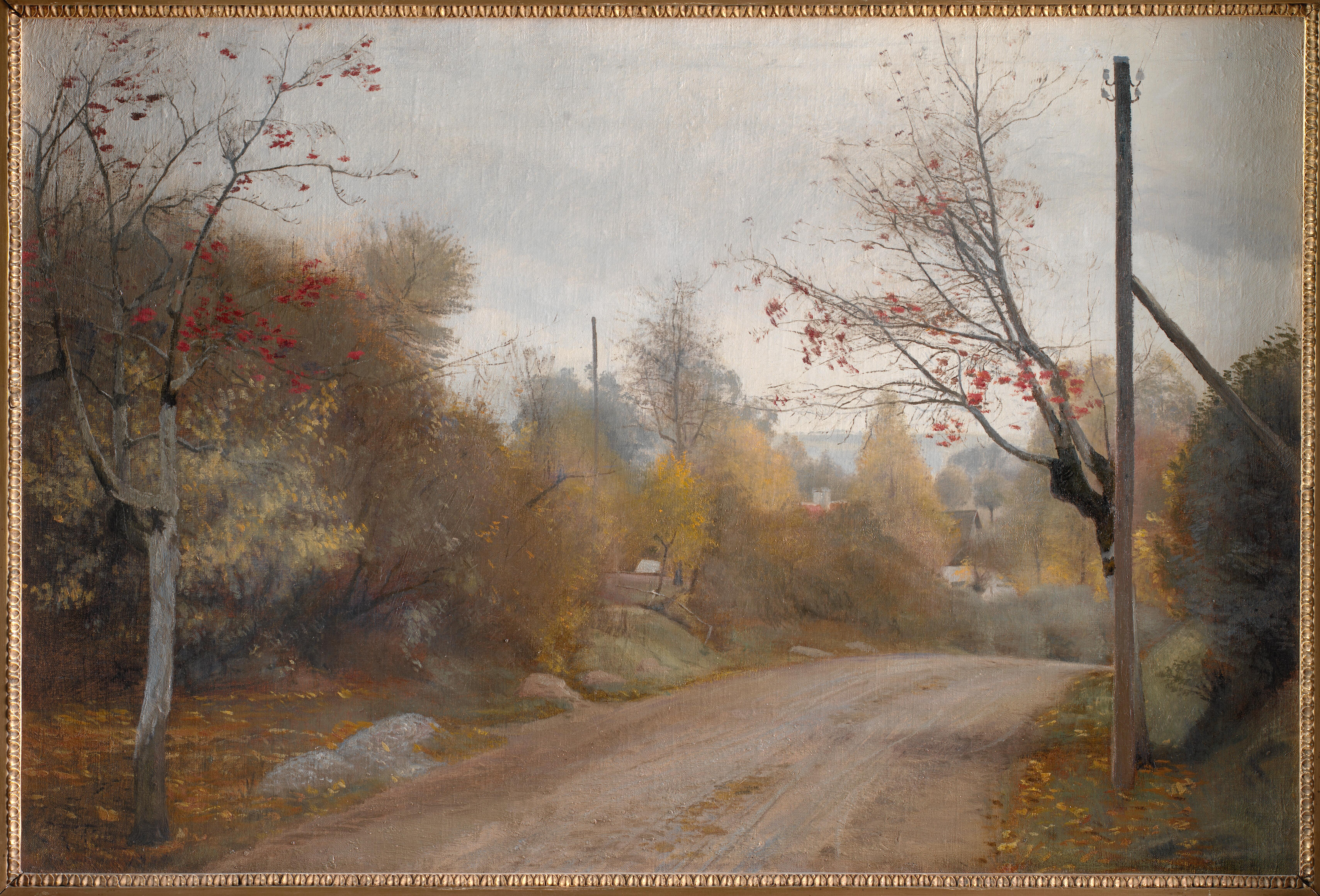
Дорога возле Могенструпа, 1888.

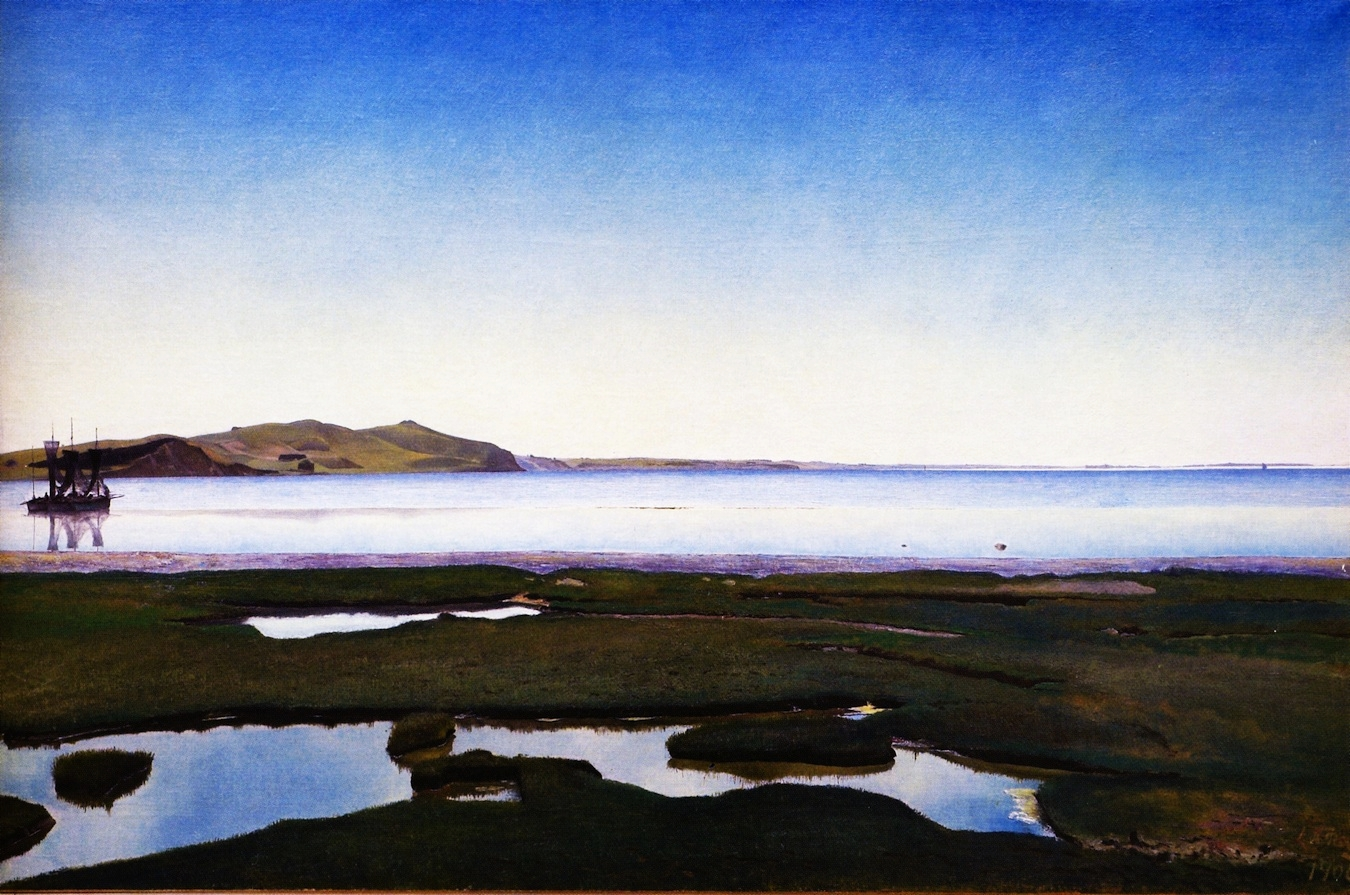
Летний день у фьорда Роскилле, 1900

Лауриц Андерсен родился в семье мелкого землевладельца и плотника в деревне Ринг на юге датского острова Зеландия. В 1881 году он взял псевдоним по названию своей родной деревни. С тех пор Лауриц Андерсен подписывал свои картины «L.A. Ring».
Лауриц Андерсен был студентом Датской королевской академии изящных искусств в 1875—1877 и 1884—1885 годах, но не окончил курс образования из-за нелюбви к формальной учёбе. В 1889 году он побывал в Париже, а в 1890-е годы посетил Италию.
По возвращении из Италии он начал работать над серией картин, где в качестве модели выступала молодая художница Сигрид Кэлер. Она была дочерью художника-керамиста Германа Кэлера. 25 июля 1896 года Лауриц женился на Сигрид, которой был тогда только 21 год (Лаурицу было 42). У четы было трое детей, Сигрид умерла в 1923 году, в возрасте 49 лет. Их сын, Оле Ринг (1902—1972), также стал художником, его работы пронизаны сильным влиянием работ отца.
Л. А. Ринг был плодовитым художником. Основной темой его картин были деревенская жизнь и сельские пейзажи южной Зеландии. Его работы можно встретить практически во всех датских музеях.

## Галерея

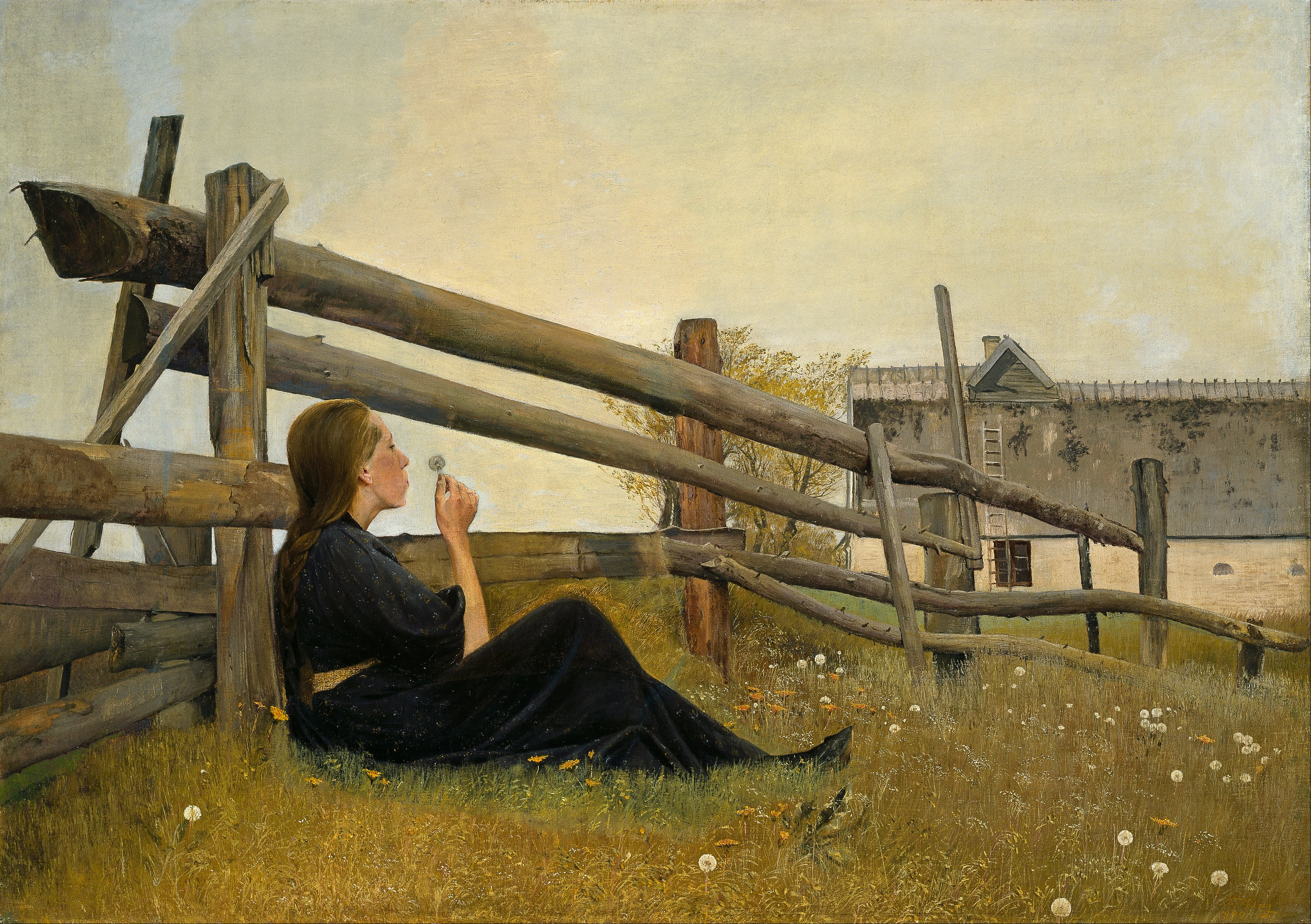
В июне.
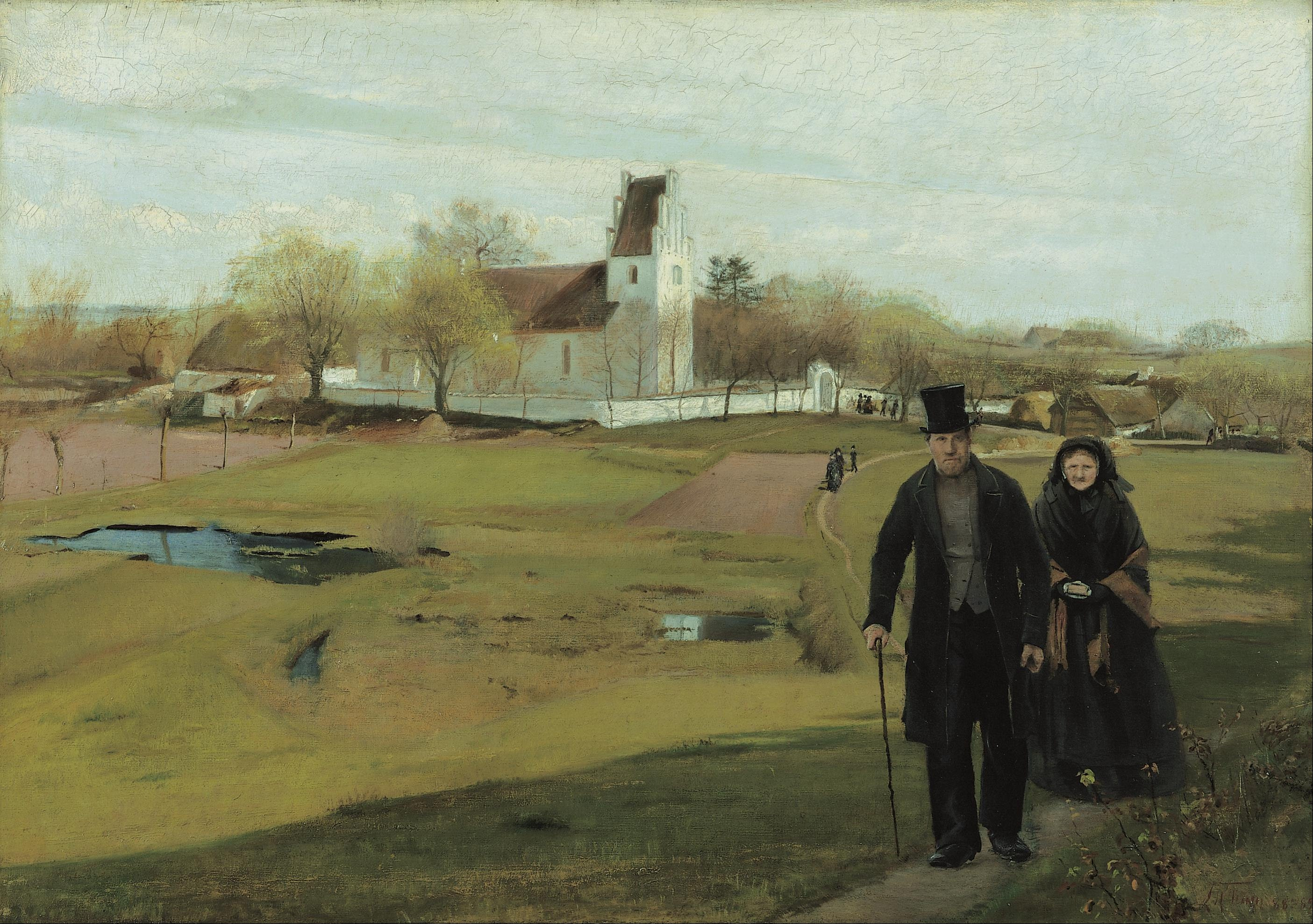
Церковь в Могенструпе.
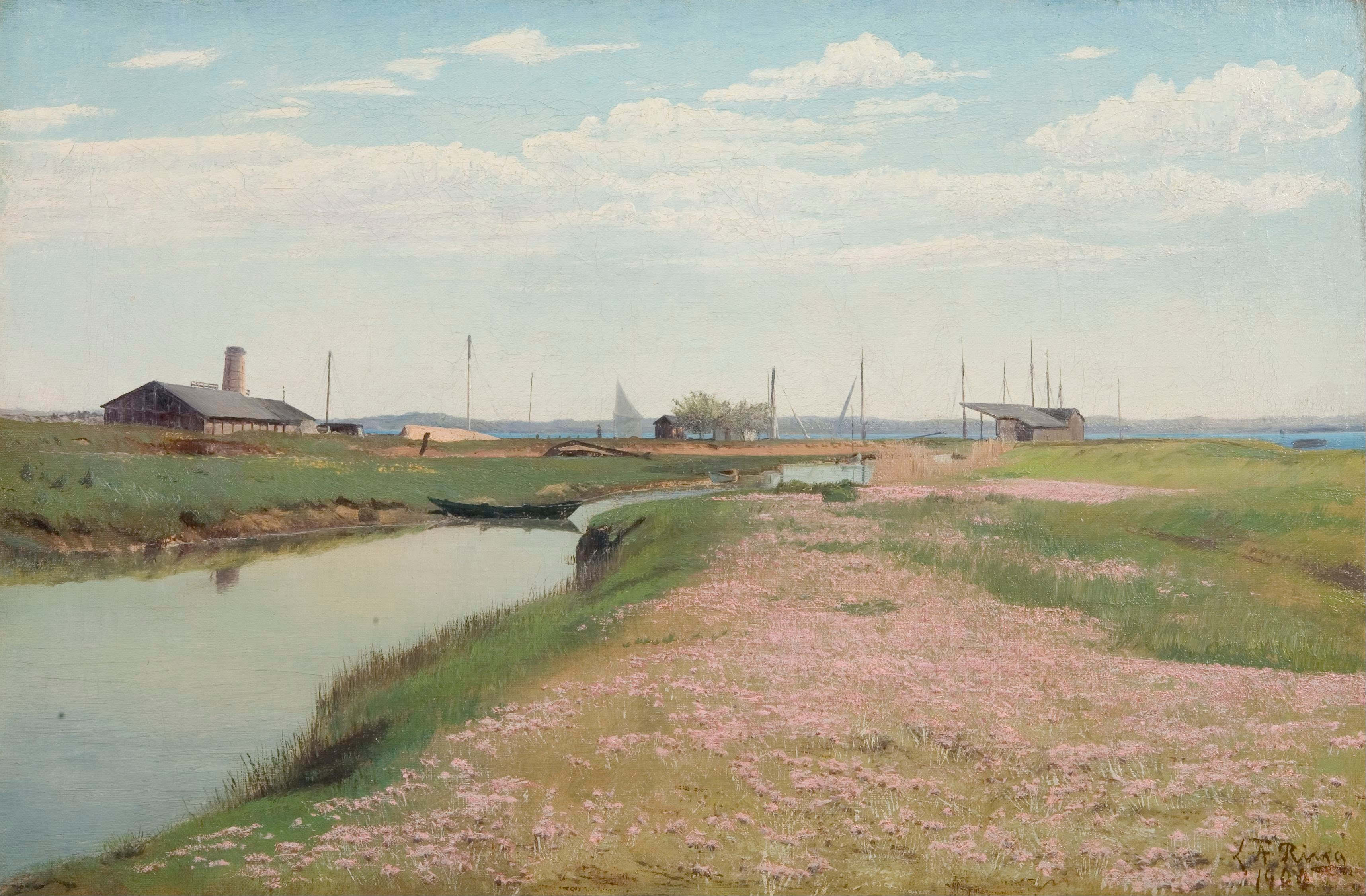
Река и гавань в Фредериксверке.
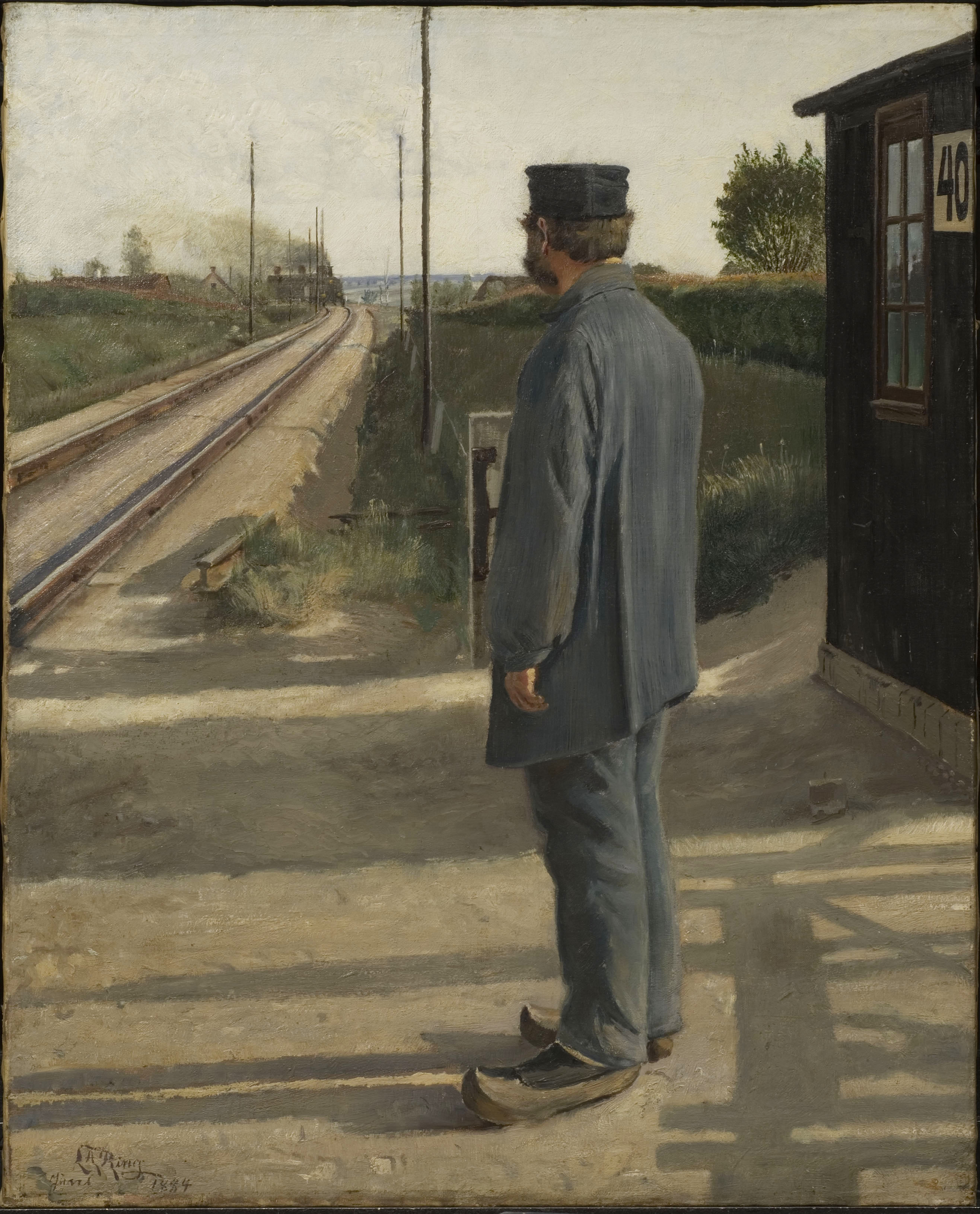
Железнодорожник.
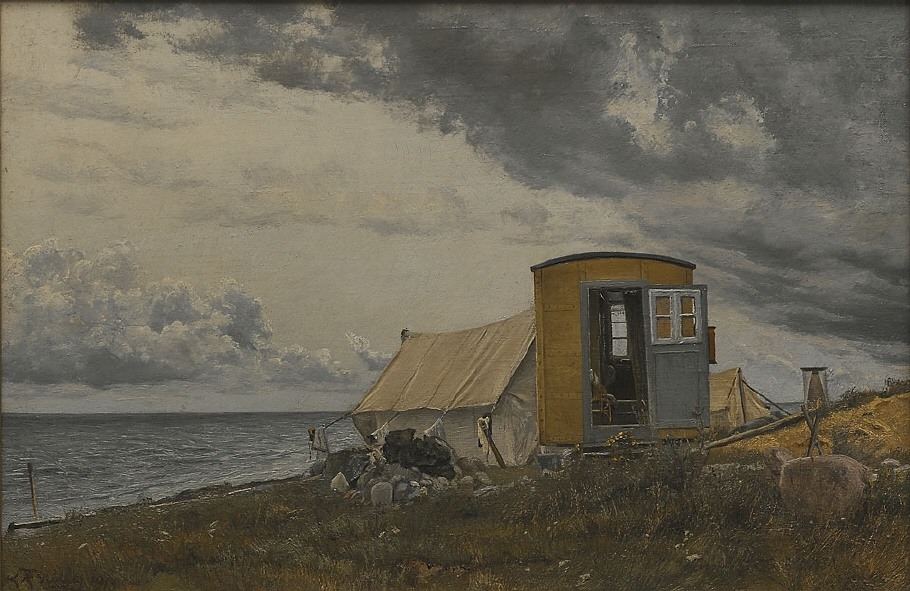
Вид морского берега в Эно с фургоном и палаткой художника.
Компания в вечернем освещении.
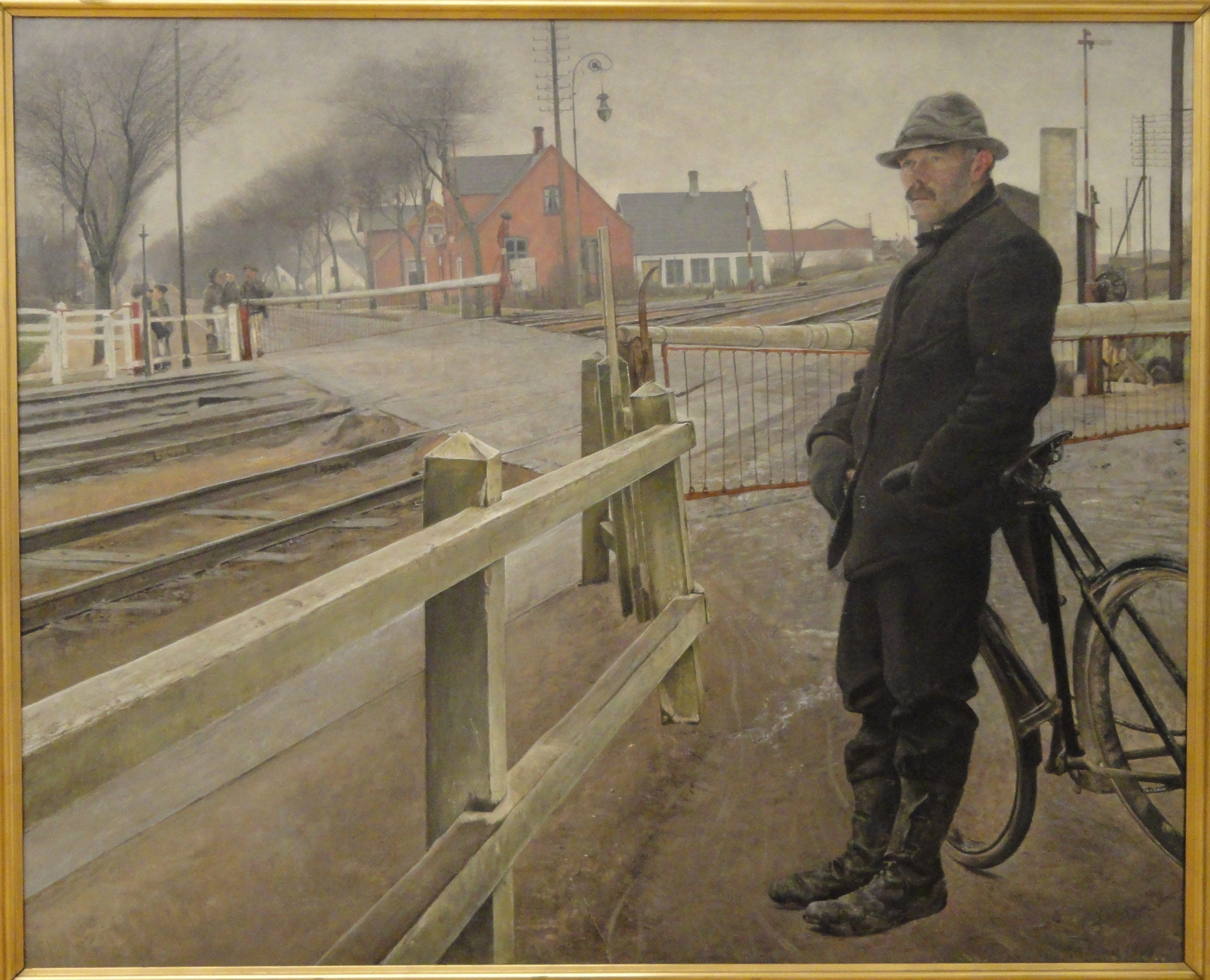
Ожидание поезда.
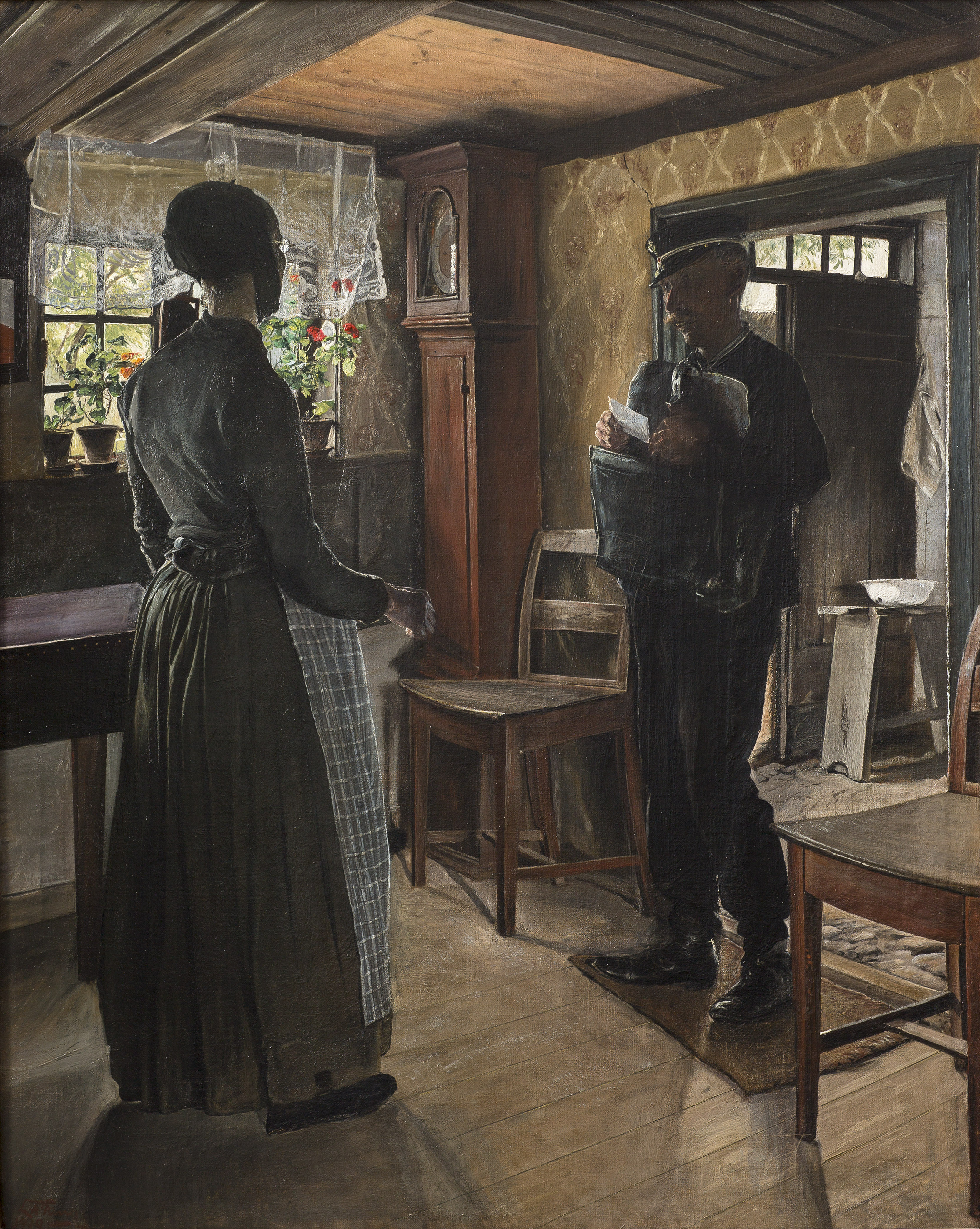
Почта.
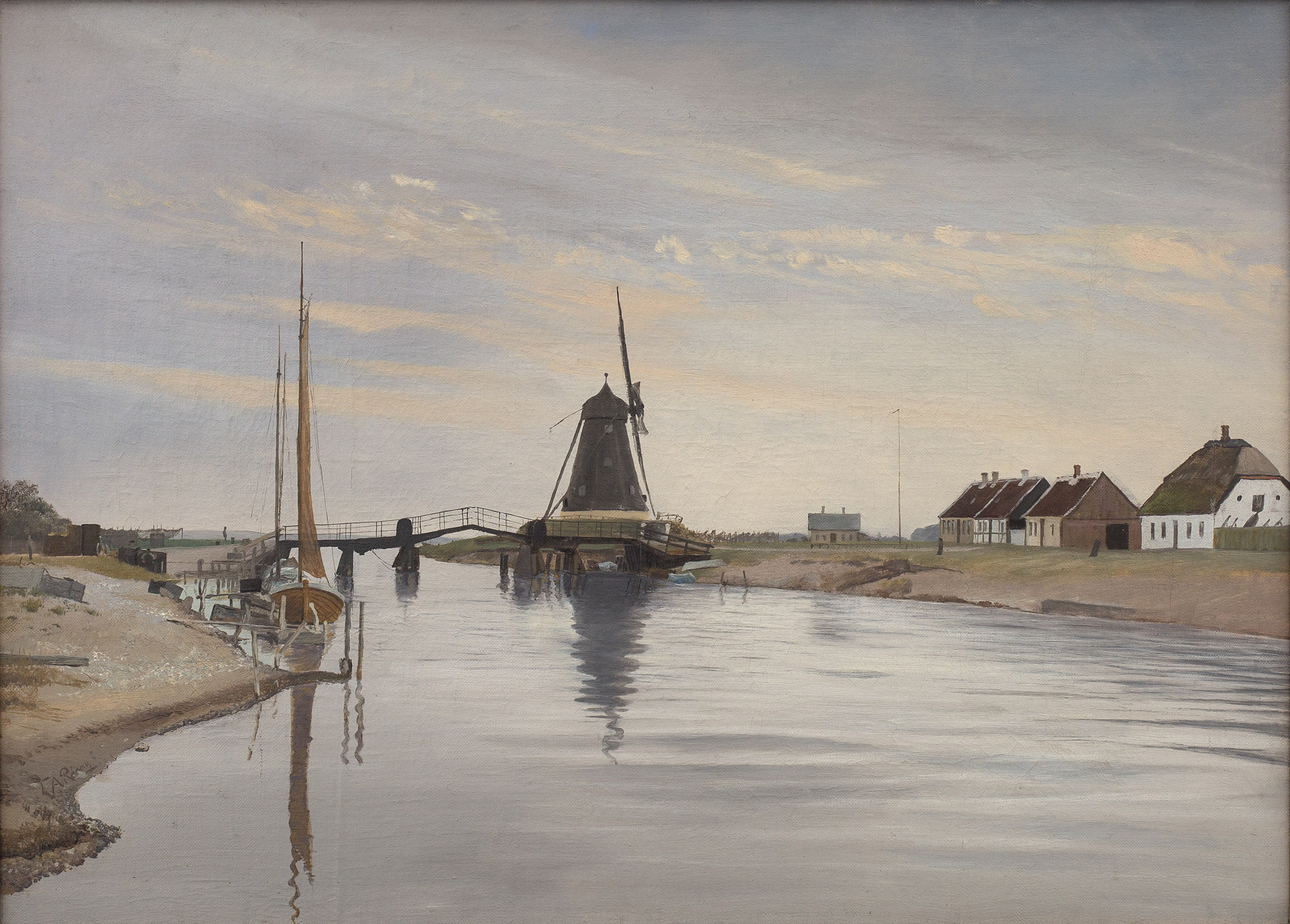
Мельница и мост.
Ночной пейзаж.